# 愛媛県道149号丹原小松線
愛媛県道149号丹原小松線（えひめけんどう149ごうたんばらこまつせん）は、愛媛県西条市を通る一般県道である。

## 概要
西条市丹原町明穂から西条市小松町新屋敷に至る。
1990年代までは国道196号交点以西はほとんどが1.5車線だったが、1992年（平成4年）から順次2車線化の整備が進み、2004年（平成16年）には全線が2車線化された。

### 路線データ
- 起点：西条市丹原町明穂（明穂交差点、国道11号交点）
- 終点：西条市小松町新屋敷（愛媛県道13号壬生川新居浜野田線交点）
- 実延長：8.7 km[1]

## 地理

### 通過する自治体
- 愛媛県
  - 西条市

### 交差する道路
| 交差する道路                   | 交差する場所   | 交差する場所      |
| ------------------------------ | -------------- | ----------------- |
| 国道11号                       | 丹原町明穂     | 明穂交差点 / 起点 |
| 愛媛県道147号石鎚丹原線        | 丹原町田野上方 |                   |
| 愛媛県道144号南川壬生川線      | 吉田           |                   |
| 国道196号                      | 小松町新屋敷   | 中山川大橋交差点  |
| 愛媛県道13号壬生川新居浜野田線 | 小松町新屋敷   | 終点              |

### 交差する鉄道
- 予讃線

### 沿線
- 中山川